# Laccobius atricolor
Laccobius atricolor é uma espécie de insetos coleópteros polífagos pertencente à família Hydrophilidae.
A autoridade científica da espécie é Orchymont, tendo sido descrita no ano de 1938.
Trata-se de uma espécie presente no território português.